# Yassir Al-Taifi
Yassir Al-Taifi (ur. 10 maja 1971) – saudyjski, piłkarz reprezentant kraju. 

## Kariera piłkarska
Al-Taifi podczas swojej przygody z piłką występował w drużynie Al-Rijad SC. Wraz z tą drużyną zdobył Puchar Króla Arabii Saudyjskiej w sezonie 1993/94. Dotarł także do finału tych rozgrywek rok później. Sezon 1993/94 zakończył z Al-Rijad na 2. miejscu w tabeli, przegrywając finałowy mecz sezonu z An-Nassr 0:1. 
W tym samym roku został powołany przez trenera Jorge Raúla Solariego na Mistrzostwa Świata rozgrywane w USA, gdzie reprezentacja Arabii Saudyjskiej odpadła w fazie grupowej. Al-Taifi cały turniej spędził na ławce rezerwowych. 
Al-Taifi zadebiutował w drużynie narodowej 19 października 1994, wygranym 2:1 spotkaniem z USA. Wystąpił na Pucharze Zatoki Perskiej 1994, gdzie zagrał w pięciu spotkaniach. Turniej zakończył się zwycięstwem Arabii Saudyskiej. Mecz z Kuwejtem, rozegrany 16 listopada 1994, był ostatnim dla Al-Taifiego w reprezentacji kraju, dla której wystąpił łącznie w 6 spotkaniach.
| Mecze i gole w reprezentacji | Mecze i gole w reprezentacji | Mecze i gole w reprezentacji | Mecze i gole w reprezentacji | Mecze i gole w reprezentacji | Mecze i gole w reprezentacji | Mecze i gole w reprezentacji |
| #                            | Data                         | Miasto                       | Przeciwnik                   | Gol                          | Wynik                        | Rozgrywki                    |
| ---------------------------- | ---------------------------- | ---------------------------- | ---------------------------- | ---------------------------- | ---------------------------- | ---------------------------- |
| 1.                           | 19.10.1994                   | Al-Chubar                    | Stany Zjednoczone            |                              | 2:1                          | towarzyski                   |
| 2.                           | 04.11.1994                   | Abu Zabi                     | Oman                         |                              | 2:1                          | Puchar Zatoki Perskiej       |
| 3.                           | 06.11.1994                   | Abu Zabi                     | Zjednoczone Emiraty Arabskie |                              | 1:1                          | Puchar Zatoki Perskiej       |
| 4.                           | 10.11.1994                   | Abu Zabi                     | Bahrajn                      |                              | 3:1                          | Puchar Zatoki Perskiej       |
| 5.                           | 12.11.1994                   | Abu Zabi                     | Katar                        |                              | 2:1                          | Puchar Zatoki Perskiej       |
| 6.                           | 16.11.1994                   | Abu Zabi                     | Kuwejt                       |                              | 2:0                          | Puchar Zatoki Perskiej       |

## Sukcesy
Arabia Saudyjska
- Puchar Zatoki Perskiej (1): 1994 (1. miejsce)

Al-Rijad
- Puchar Króla Arabii Saudyjskiej (1): 1993/94
- Finał Pucharu Króla Arabii Saudyjskiej (1): 1994/95